# Шибанова, Азат Ильясовна
Азат Ильясовна Шибанова (каз. Азат Ілиясқызы Шибанова; 5 августа 1933; Ташкент, СССР — 7 января 2021; Алма-Ата, Казахстан) — советский и казахстанский учёный-онколог, доктор медицинских наук (1981), профессор (1990).
Отличник здравоохранения, ветеран Казахстанской онкологической службы, основоположник клинической цитологии в РК, Почётный президент Ассоциации клинических цитологов РК, член Международной академии цитологии.

## Биография
Азат Ильясовна родилась в 1933 году в Ташкенте, в семье известного учёного-востоковеда, дипломата, журналиста и педагога, политического и общественного деятеля Ильяса Ахметова, внесшего большой вклад в развитие и сохранение казахского языка и культуры.
В 1957 году окончила с отличием лечебный факультет Государственного медицинского института в Алма-Ате и поступила в аспирантуру при кафедрах нормальной и патологической анатомии.
В 1960 году была приглашена на работу в основанный тогда Казахский научно-исследовательский институт онкологии и радиологии. Свою трудовую деятельность начала с должности младшего научного сотрудника лаборатории цитологии опухолей. В 1969 году возглавила эту лабораторию, где проработала более полувека.
В 1978 году стала главным цитологом Министерства здравоохранения Казахстана. Создала систему цитологической службы по РК. Благодаря его инициативе во всех областных онкологических диспансерах организованы централизованные цитологические лаборатории, которые успешно работают и по сей день.
Скончалась 7 января 2021 года.

## Научные, литературные труды
В 1967 году защитила кандидатскую диссертацию на тему: «К вопросу морфогенеза артериального протока». А в 1982 году стала доктором медицинских наук, защитив диссертацию в Российском онкологическом научном центре им. Н. Блохина РАМН на тему «Цитологический метод в диагностике и оценке эффективности лечения предрака и рака пищевода». В 1990 году присвоено учёное звание профессора по специальности «Онкология».
Научные исследования, проводившиеся под руководством А.И. Шибановой, были посвящены актуальным проблемам цитоморфологической диагностики опухолей и предопухолевых заболеваний, автоматизации цитологических исследований, вопросам использования цитологического скрининга диспластических состояний и ранних форм рака в системе массовых профилактических обследований населения. Результаты этих исследований включены в Международную цитологическую классификацию стран-членов СЭВ по заболеваниям пищевода и эндометрия.
В период работы Азат Ильясовны в лаборатории цитологии опухолей постоянно проводились научные исследования с применением современных технологий, включая иммуно-цитохимические, ДНК-морфометрические исследования, а также методы жидкостной цитологии для скрининга рака населения Казахстана. Ею подготовлены свыше 150 высоко-квалифицированных специалистов в области клинической цитологии.
Под руководством А. И. Шибановой защищено 2 докторские и 16 кандидатских диссертаций, опубликовано свыше 200 научных работ и более 30 методических рекомендаций. Она соавтор 5 патентов по способам забора материала для цитологической диагностики заболеваний пищевода, лорорганов, а также оценке эффективности лечения рака шейки матки и автор Методического руководства по скринингу рака шейки матки.
Азат Ильясовна является соавтором руководства – Атласа «Цитологическая диагностика заболеваний пищевода, желудка и кишки», изданного в Москве в 2012 году.

## Награды и звания
- Нагрудный знак «Отличник здравоохранения СССР»;
- Нагрудный знак «Отличник здравоохранения Республики Казахстан»;
- Нагрудный знак Министерства здравоохранения РК «За вклад в развитие здравоохранения»;
- Юбилейная медаль «За доблестный труд» (1970);
- Орден «Знак Почёта» (1978);
- Медаль Аль-Фараби I степени за достижения в научных исследованиях (1983);
- Почётная грамота «Эксперта в клинической цитологии» Американского Биографического Института (2006);
- Медаль «2000 интеллектуалов 21-го века» Международного Биографического Центра (г. Кембридж, Англия 2007 г.);
- Премия «Санофи» (Германия, 2012 г.);
- Медаль «Ветеран труда Казахстана» (2016);
- Указом президента РК от 29 ноября 2019 года награждена орденом «Курмет»;